# チデン抑留所
チデン抑留所（チデンよくりゅうじょ、オランダ語: Kamp Tjideng）は、第二次世界大戦中、日本軍によってオランダ領東インド（現在のインドネシア）に置かれた、敵国人女性と子供を収容するための抑留所である。
大日本帝国は1942年1月10日にオランダ領東インドへの侵攻を開始した。日本による占領は1945年9月の終戦まで続き、その間、ヨーロッパ系の人々は抑留所に送られた。抑留されたのは主にオランダ人であったが、アメリカ人、イギリス人、オーストラリア人も含まれていた。元抑留者たちは日本の抑留所を「強制収容所」あるいは「消極的な絶滅収容所」と表現しており、それは食料や医薬品の大規模かつ一貫した供給停止によって、長期的に多数の収容者が死亡したことに起因している。

## チデン抑留所

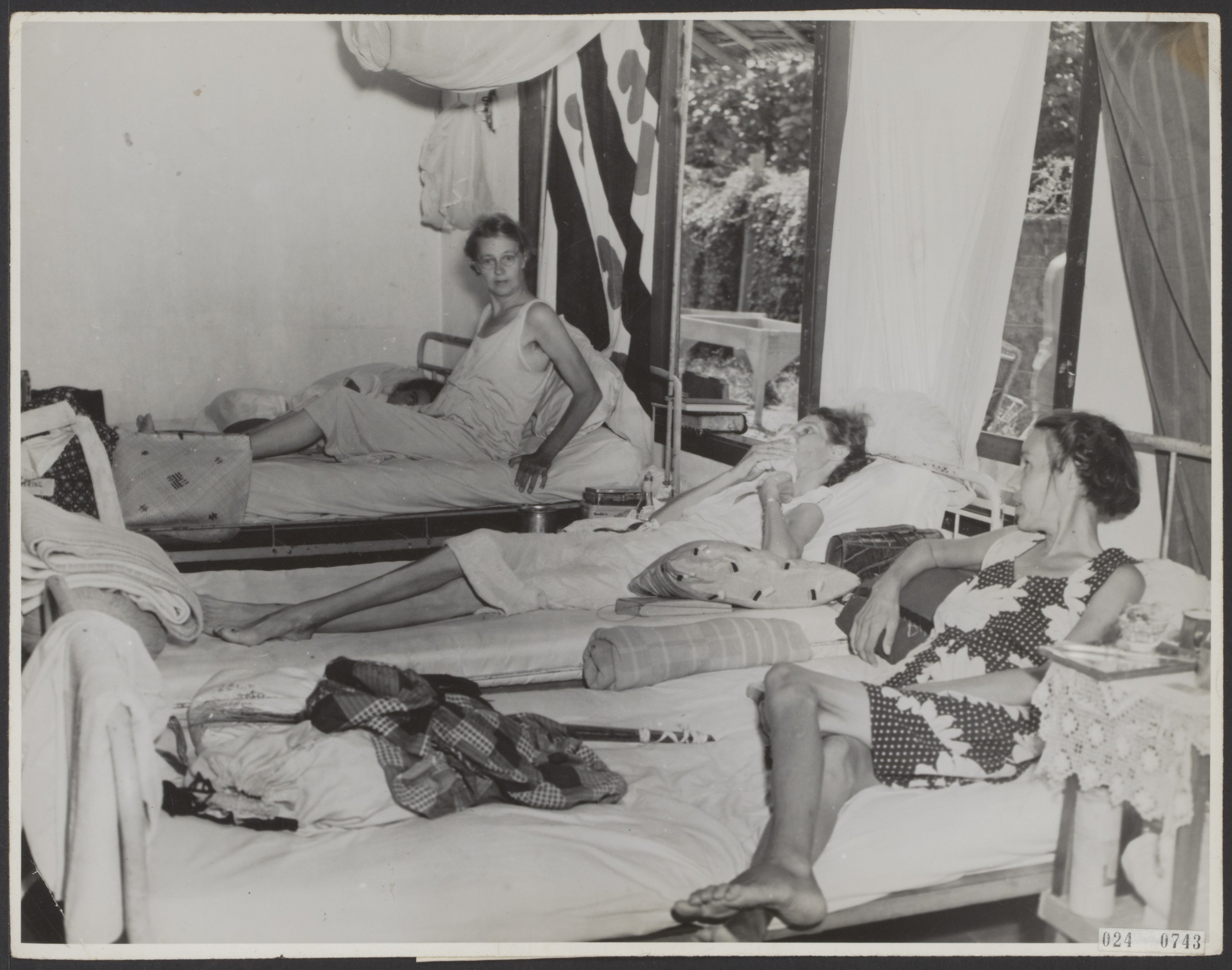
1945年、日本の降伏直後に撮影された、チデン抑留所の病室にいる女性たち

チデン抑留所は、オランダ領東インドの首都バタヴィア（現在のジャカルタ）に位置していた。市の西部、郊外にあるチデンの一部がフェンスで囲まれ、ヨーロッパ人の女性と子どもたちの抑留地として使用された。成人男性や年長の少年たちは、他の収容所、主に俘虜収容所へと移送された。居住施設は、瓦屋根のレンガ造りのバンガローから、竹を用いた伝統的なジャワ式の小屋までさまざまであった。
当初、チデン抑留所は日本側により「保護区」と呼ばれ、民間当局の管理下に置かれていたため、生活環境はまだ耐えられるものであった。しかし1944年4月に日本の軍当局が直接管理を引き継ぐと、調理や礼拝の許可といった特権は即座に剥奪された。食事の調理は中央集権化され、食事の質と量は急速に悪化した。生活環境も悪化し、下水設備は壊れ、飢餓と病気が広がった。医薬品や治療が一切提供されなかったため、死亡者数は増加した。感染症や栄養失調による死亡は日常的な出来事となった。

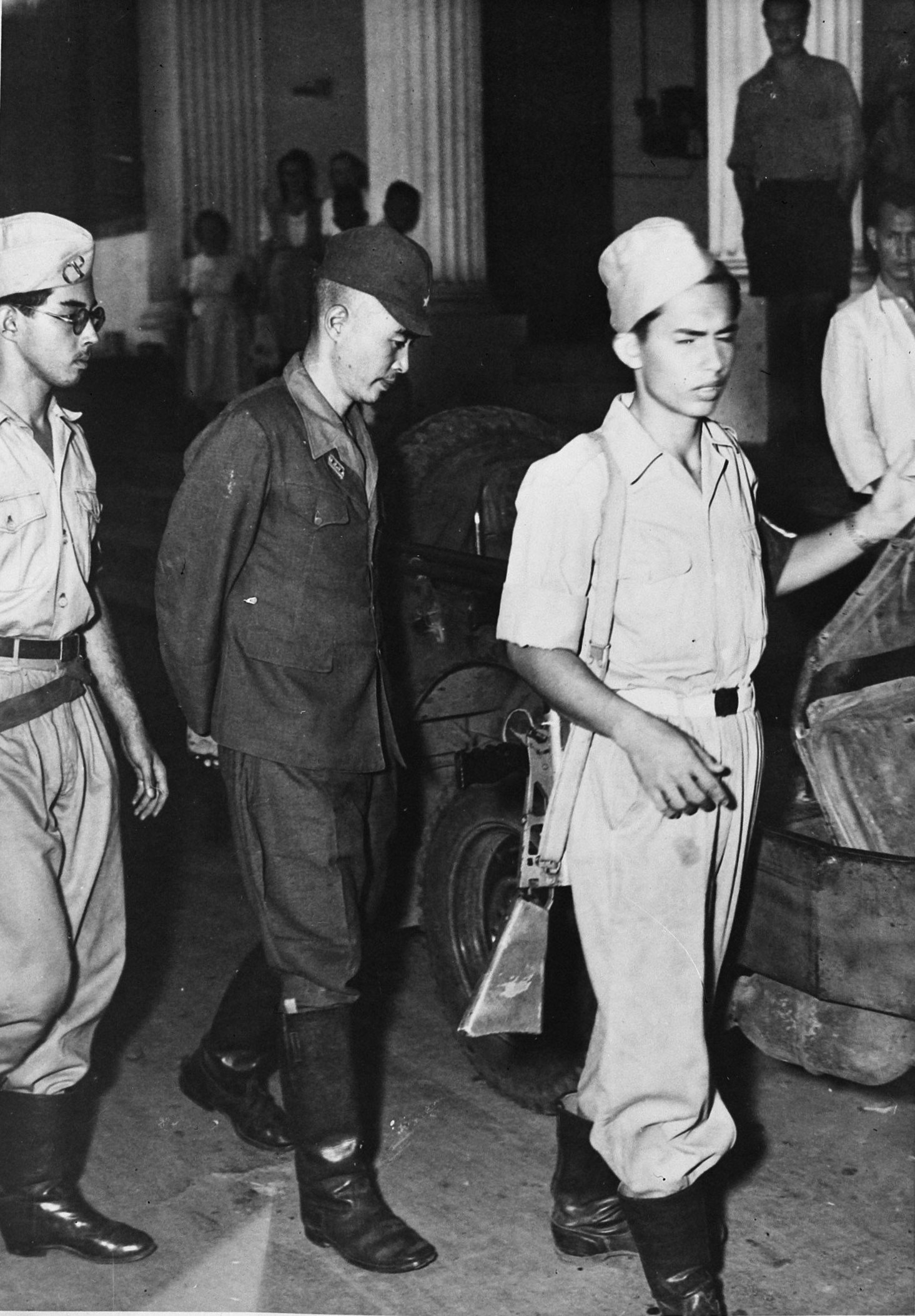
死刑判決を受けるチデン抑留所所長の曽根憲一大尉（1946年）

時間の経過とともに、日本軍はチデン収容所の敷地を何度も縮小していったが、その一方で収容所にはますます多くの囚人を収容するよう強制した。当初、収容されていたのは約2,000人の女性と子供であったが、戦争末期には約10,500人にまで増加した。一方、収容所の面積は元の4分の1にまで減らされていた。空いているスペースはすべて寝所として使われ、使用されていない台所や水の出ない浴室までもが寝床に充てられた。
1944年4月から1945年6月まで、チデン収容所は曽根憲一大尉の指揮下に置かれていた。曽根は多くの残虐行為の責任者であり、食糧配給の削減、女性たちの髪の強制的な剃髪と暴行を命じた。また、女性や子供、病人を炎天下に何時間も立たせる「クンプラン（点呼）」を組織した。戦後、彼は逮捕され、1946年9月2日に死刑判決を受けた。恩赦を求める嘆願は、オランダの副総督フーベルトゥス・ファン・モーク（Hubertus van Mook）によって却下された。モークの妻もまた曽根によって抑留されていた。死刑は同年12月7日、オランダ軍の銃殺隊によって執行された。
長崎と広島への原爆投下の後、日本は1945年9月2日に降伏した。9月16日、国際赤十字社はチデン抑留所にいた女性たちの映像記録を撮影した。これらの映像は同年12月の第1週にオランダの映画館でポリゴーン・ニュースとして上映され、戦後、オランダで初めて公開されたオランダ領東インドに関する映像となった。

## リード＝コリンズ中佐による報告書
連合軍のリード＝コリンズ中佐は日本の降伏後にこの抑留所に到着した際、囚人たちの状況を直接目の当たりにした。コリンズの観察内容は、ニュルンベルク裁判および東京裁判の法務顧問を務めたエドワード・ラッセル男爵による著書『The Knights of Bushido: A History of Japanese War Crimes During World War II』に記録されている。
コリンズは、ほとんどの女性がほとんど、あるいは全く感情を示さなかったと報告している。彼はまた、「不健康な青白さ」を帯びた痩せ細った子どもたちを目にした。彼が視察したすべての収容所の中で、チデンの女性抑留所が最もひどいものであったと述べている。
| 「 | 「そこには、いかなる種類の居住設備も存在せず、子どもたちが遊べる場所もなかった。運動ができるのは狭い通りだけであり、その通りも雨季には溢れた汚水槽からの排泄物で足首まで浸かるほどになっていた。……最も一般的な病気は、（飢餓による）浮腫や脚気などの欠乏症であった。赤痢とマラリアも蔓延しており、赤痢は明白な理由から、マラリアは抑留者が蚊帳を持っていなかったためである。」 | 」 |

彼は、キャンプ内の状況とは対照的に、バタヴィアでは食糧不足が見られなかったことを指摘した。
| 「 | 「主な（食糧）物資は不十分な量の米であり、ときおり少量の肉、タピオカ粉で作られた黒パン、そして唯一の野菜として少量のオビの葉であった。日本の降伏直後、抑留者の配給量は倍増された。連合軍の復帰以前のバタヴィアには食糧不足は存在しておらず、リード＝コリンズ（中佐）は現地住民に栄養失調の兆候を見たことはなかった。9月18日時点で、キャンプの病院にはすでに1,200人の患者がいた。子どものために無理をして入院を控えていた人々も多く、彼らが全員入院すると患者数は2,000人に達し、バタヴィアのすべての利用可能な建物が療養施設へと転用された。最も重症の患者の多くはシンガポールへと搬送された。」 | 」 |

## 家族の再会
解放後、日本の労働収容所を生き延びた男性たちは、自分たちの妻や子どもたちを探してやって来た。ある夫婦は再会の様子を次のように語っている：
| 「 | 「戦後、私は子供たちとともにバタヴィアのカロルス病院に移送されました。六人の女性と同じ部屋にいました。夫は私を探してバンドンから来て、部屋を見回し、私の方を見てから、シスターにこう言いました。『シスター、私の妻はいません』。それで私は彼に呼びかけました。『パウル！』。彼は目を閉じました。まるで『ああ、そんなはずはない』というように。私、ひどい姿だったに違いありません。胸は洗濯板のように痩せこけ、体重は35キロしかなく、髪の毛もほとんど抜け落ちていました。」 | 」 |

| 「 | 「私も子供たちを認識できませんでした。下の子は飢餓浮腫で体が膨れ、頭には茶色いかさぶたができていました。上の子は、あの細くて棒のような脚をしていました。子供たちは三年間でまったく成長していなかったのです。」 | 」 |

## その後

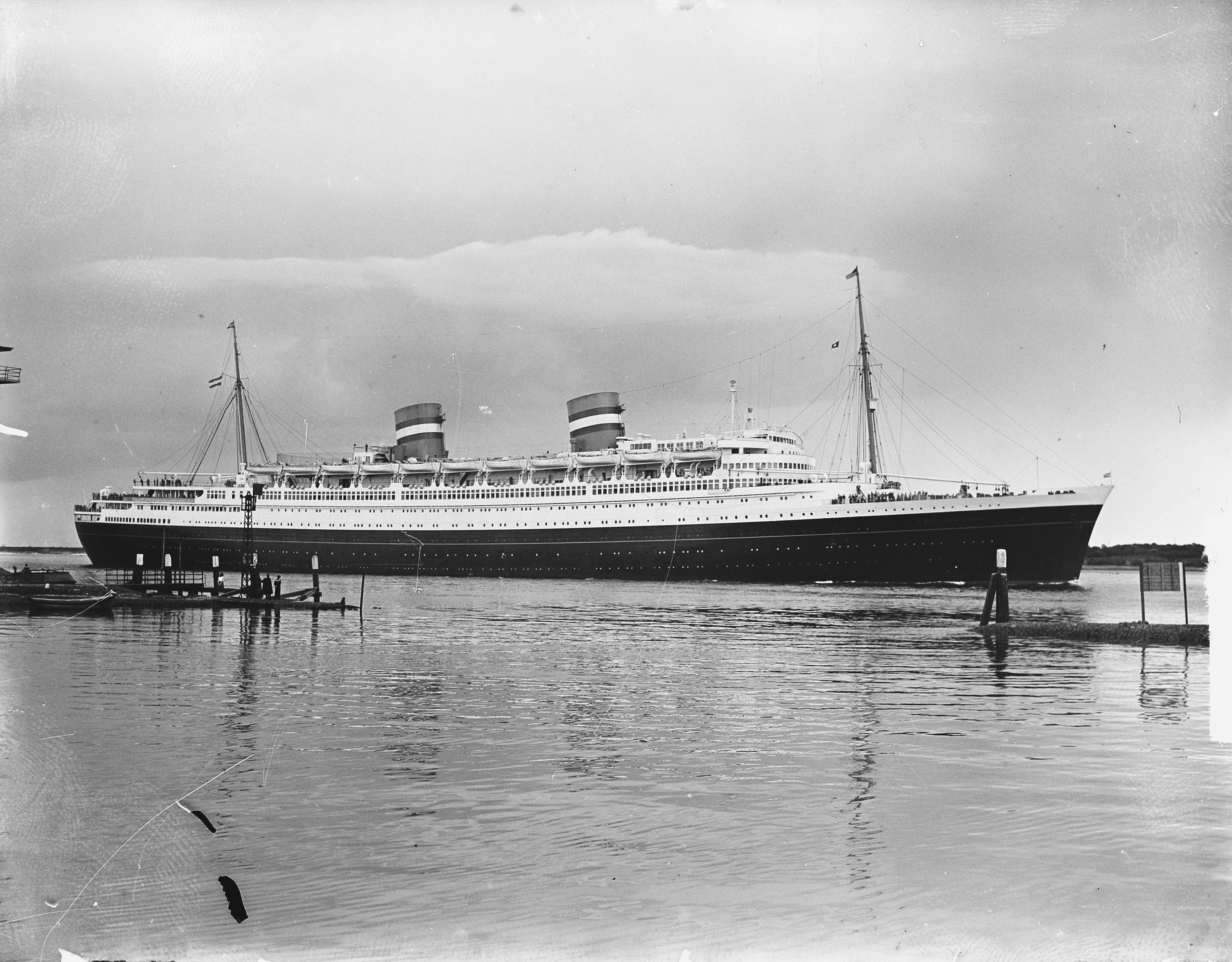
抑留所の生存者たちの多くは、オランダへ向かう途中、SSニューアムステルダム号の船上で亡くなった。

日本の降伏後、暴力的な「ベルシアプ（Bersiap）」時期が始まった。「ベルシアプ」とはインドネシア語で「準備せよ」「用意せよ」を意味する言葉である。権力の空白状態の中で、スカルノは1945年8月17日にインドネシア独立宣言を発表し、インドネシア独立戦争が始まった。この混乱のなかで、多くのヨーロッパ系およびユーラシアンの人々が現地インドネシア人によって殺害された。ベルシアプによるオランダ人民間人の死者数は推定で3,500人から30,000人にのぼるとされている。この時期、かつての日本の捕虜収容所は、暴徒化した状況から避難するための安全地帯として機能するようになった。
1945年12月、日本の収容所からの生還者3,800人（うち1,200人は子ども）が、オランダへの本国送還のためSSニューアムステルダム号に乗船した。しかし、長年にわたる収容生活の影響で子どもたちは極度に衰弱しており、船上で麻疹が発生した。感染は広がり、多くの子どもが命を落とした。亡くなった子どもたちは海葬された。
1949年12月27日、オランダ女王ユリアナは、インドネシアへの主権移譲条約に署名した。

## オランダ本国への送還

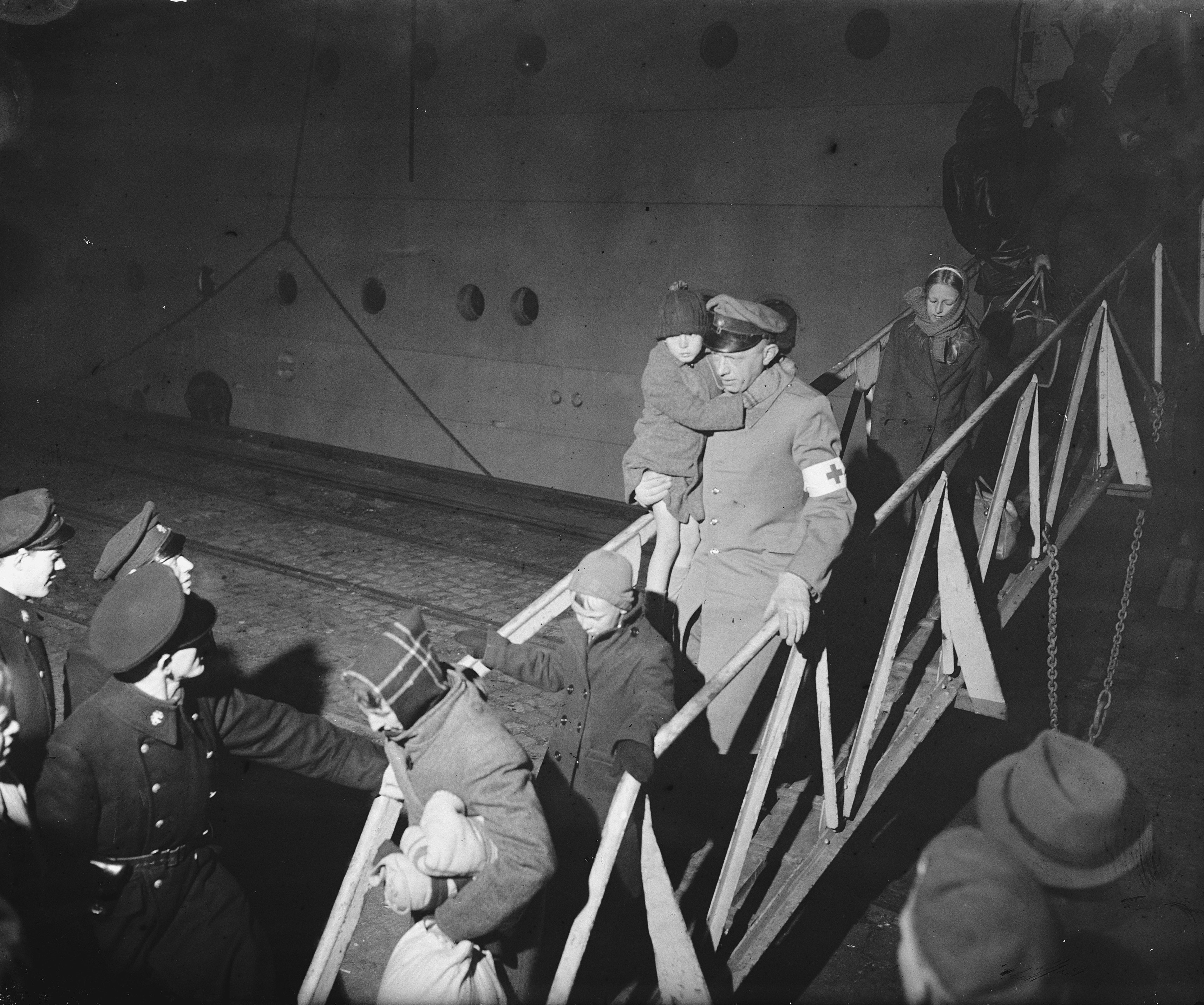
SSアルマンゾラ号がオランダ領東インドからの引揚者約1,900人を乗せてアムステルダム港に到着（1946年1月3日）

オランダ領東インドからの移民の多くは、それまで一度もオランダ本国を訪れたことがなかった。彼らは、日本占領期に財産を失ったか、あるいは引き揚げの際に所有物を現地に残してきていた。戦後のオランダは、深刻な住宅不足と失業問題に直面しており、一部の東インド出身者は、ヴェステルボルク通過収容所など、第二次大戦中の強制収容所に一時的に収容された。オランダ政府は当初、東インドからの移民を抑制しようとしたが、東インド現地の状況悪化に伴い、厳格な条件のもとで受け入れを開始した。日本軍による収容所体験やベルシアプ期の暴力によるトラウマは、社会的にも家庭内でもほとんど語られることはなかった。

## 文学

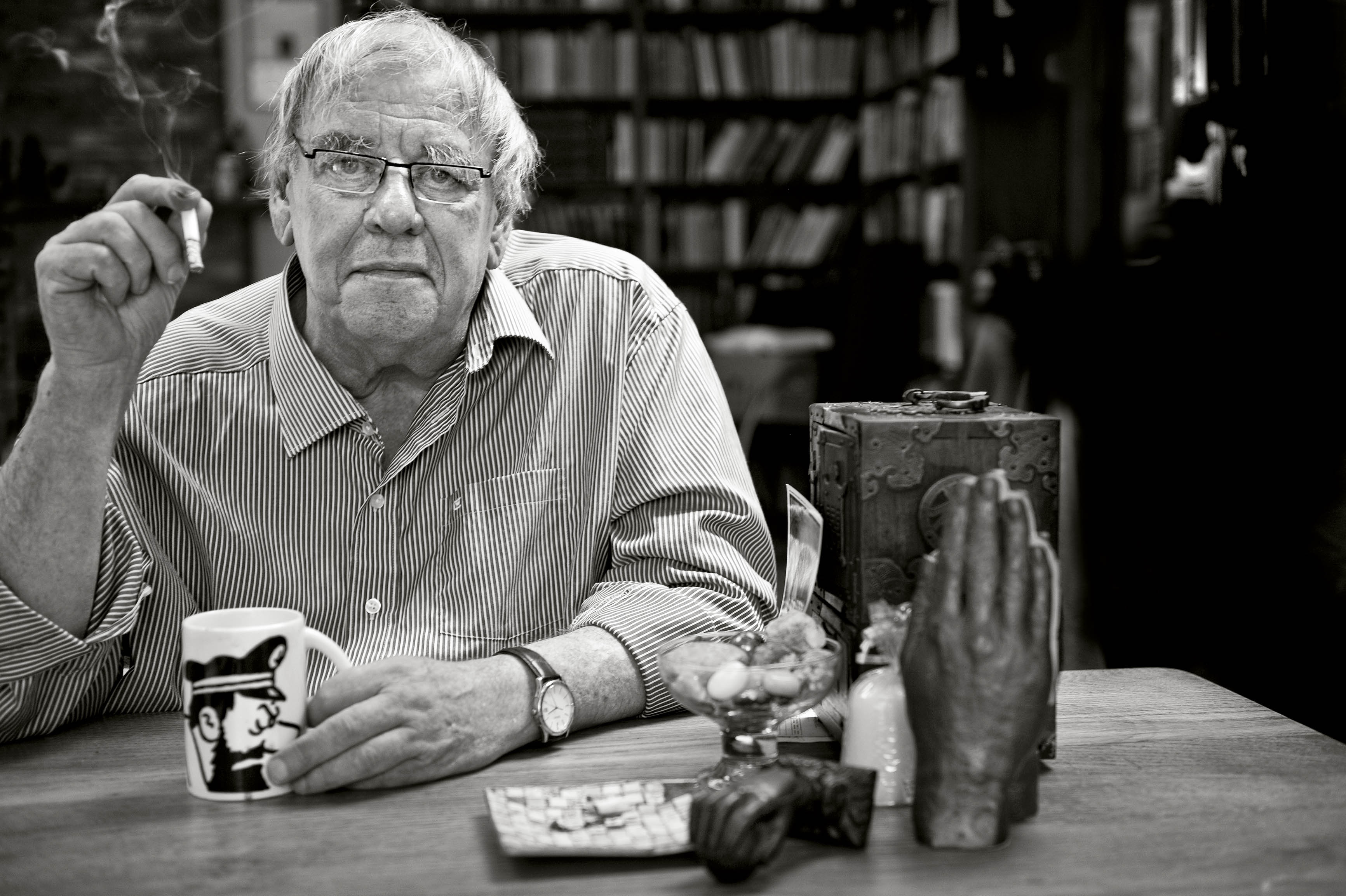
Dutch writer Jeroen Brouwers (2010)

オランダの作家イエルーン・ブラウワーズ（Jeroen Brouwers）は、1986年の自伝的小説『うわずみの赤（原題：Bezonken Rood）』において、彼自身が抑留所で過ごした少年時代の体験と、それが後の人生に及ぼした影響を描いている。1995年にはフランス語訳がフェミナ賞を受賞した。
クララ・オリンク・ケリー（Clara Olink Kelly）の2003年の著書『フランボヤの木（The Flamboya Tree）』と、ボウドウェイン・ファン・オールト（Boudewijn van Oort）の2008年の著作『チデンでの再会（Tjideng Reunion）』では、自身の家族とともにチデン抑留所で過ごした日々とその劣悪な環境について綴られている。ファン・オールトの著作では、抑留所生活だけでなく、当時の軍事的・外交的背景についても詳述されている。アンリ・シャルル・シュミット（Henri Charles Schmid）は2014年の著書『Scattered Journey』で、チデン抑留所に収容された母親の生活を回顧的に描いている。ロビーネ・アンドラウ（Robine Andrau）は母親と共著で2015年に『Bowing to the Emperor: We Were Captives in WWII（皇帝に頭を下げて：私たちは第二次大戦中の捕虜だった）』を発表し、母娘の収容所体験とともに、父親が日本で捕虜として過ごした経験も描いている。
| 「 | 「母もまた殴られ、髪を刈られ、点呼広場に二十四時間立たされた。私はその場にいた。私の知らぬところで、彼女が何をされたのか知る由もない。ある日、私は抑留所の家の居間に入る。そこにはネッティ・ステンフェルトが住んでいる。ネッティ・ステンフェルトの母親が、テーブルの上に仰向けに寝かされ、裸で、脚を上に広げている。その脚の間には、日本兵がいて、ズボンを下ろしている。私は大笑いした。人生で見た中で一番おかしいと思ったからだ。もっとも、抑留所での年月のうちに、これと似た光景をいくつも見ることになるだろう。そのとき、私はもう笑わなかった。」（イエルーン・ブラウワーズ『うわずみの赤』） | 」 |

## 抑留されたオランダの著名人
- クリステル・アデラー（英語版）
- イエルーン・ブラウワーズ（英語版）
- トンケ・ドラフト（英語版） - 児童文学作家
- ボウデウェイン・デ・フロート（英語版） - シンガーソングライター。母親は彼が1歳の時に抑留所で亡くなっている[20]
- テーン・コールハース（英語版） - 建築家・都市計画家
- アーノード・ラウドン（オランダ語版） - 官僚・政治家
- Petronella Rutte-Dilling - Izaäk Rutteの最初の妻。Izaäk はオランダ首相マルク・ルッテの父。Petronellaは1945年7月20日にチデンにて死亡した[21]